# Girmawit Gebrzihair
Girmawit Gebrzihair (21 de noviembre de 2001) es una deportista de Etiopía que compite en atletismo. Ganó una medalla de bronce en el Campeonato Mundial de Atletismo Sub-20 de 2018, en la prueba de 5000 m.